# Vardan Sztepanján
Vardan Sztepanján (örményül: Վարդան Ստեփանյան, Jereván, 1966. március 9. – Mjurisen, 1992. július 3.), avagy Dusman Vardan (örményül: Դուշման Վարդան, „dusman” azeriül, törökül és perzsául ellenséget jelent) örmény katona, aki parancsnokként részt vett a hegyi-karabahi háborúban. Hazájában hősként tartják számon.

## Fiatalkora és Afganisztán
1966. március 9-én született Jerevánban, az Örmény Szovjet Szocialista Köztársaságban. Szülővárosában a 32. számú Tumanyan Iskolában tanult, ahol 1983-ban végzett, majd besorozták a Szovjet Hadseregbe. 1984 és 1986 között Afganisztánban szolgált, és részt vett az afganisztáni háborúban, amiért Bátorság érdemérem és A Szovjet Fegyveres Erők 70 éves jubileumi érme kitüntetésekben részesült. Miután leszerelt, a Jereváni Állami Egyetem jogi karára nyert felvételt.

## Hegyi-karabahi háború
Sztepanján 1988 elején csatlakozott a karabahi nemzeti mozgalomhoz, amelynek célja a főképp örmények lakta Hegyi-Karabah Autonóm Terület Azerbajdzsántól Örményországhoz csatolása volt. Eleinte az afganisztáni háború örmény veteránjait vezetve fegyvereket és felszerelést szállított a karabahi örményeknek. 1989-től kezdve részt vett Idzsevan, Nojemberján, Ararat, Vardenisz és Goris települések védelmében. 1991-ben a háború eszkalálódásával Karabahba utazott és aktívan részt vett a harcokban, többek között Krzhkan és Laçın területén. 1991-ben az utolsó szovjet csapatok kivonulásával az örmény és azeri erők álltak már csak szemben a konfliktusban. Az azeri hadsereg hamarosan körbezárták Karabah legnagyobb városát, Sztepanakertet. A Sztepanján vezette örmény önkéntesek sikeresen harcoltak a város Krkján kerületében.
1992. május 8–9-én az örmény erők bevették Şuşa városát, ezzel megtörve Sztepanakert ostromát és visszavonulásra kényszerítette az azeri erőket. Az örmények úgy tartják, hogy Sztepanján aktívan közreműködött Şuşa felszabadításában. Azerbajdzsán június közepén indított Goranboy néven indított hadműveletével kívánta kiszorítani az örmény erőket Észak-Karabah-ból. Stepanyan 1992. július 3-án egy aknarobbanásban esett el Martuni régió Mjurisen falujában.

## Emlékezete
Sztepanján a Jerablur katonai temetőben nyugszik, nem messze az örmény fővárostól. 1993-ban posztumusz megkapta a Hegyi-Karabah Köztársaság Hadi Keresztjének Első Osztályát, 1996-ban pedig Örményország Hadi Keresztjének Második Osztályát.
1994-ben a Jereváni Állami Egyetem jogi karán előadótermet nevezték el róla. Hegyi-Karabah Şuşa városában Dusman Vardan Sztepanján utca viseli nevét, múzeuma pedig Jerevánban található. Mjurisen falu közelében szobrot állítottak emlékére.

## Fordítás
- Ez a szócikk részben vagy egészben  a   Vardan Stepanyan című angol Wikipédia-szócikk ezen változatának fordításán alapul.  Az eredeti cikk szerkesztőit annak laptörténete sorolja fel. Ez a jelzés csupán a megfogalmazás eredetét és a szerzői jogokat jelzi, nem szolgál a cikkben szereplő információk forrásmegjelöléseként.